# Синомаки, Масатоси
Масатоси Синомаки (яп. 篠巻 政利; род. 6 октября 1946, Тиба) — японский дзюдоист, чемпион Универсиады, чемпион и призёр чемпионатов Японии и мира, участник летних Олимпийских игр 1972 года в Мюнхене.

## Карьера
Выступал в тяжёлой (свыше 93 кг) и абсолютной весовых категориях. Чемпион (1969, 1970 годы) и бронзовый призёр (1968, 1975) чемпионатов Японии. Победитель летней Универсиады 1967 года в Токио в абсолютном весе. Чемпион (1969, 1971) и бронзовый призёр (1967) чемпионатов мира.
На летних Олимпийских играх 1972 года в Мюнхене был знаменосцем сборной Японии. Синомаки выступал в абсолютном весе. Он победил испанца Сантьяго Оеду и аргентинца Антонио Галлину, но проиграл представителю ФРГ Клаусу Глану и завершил борьбу, оказавшись на 11-м месте в итоговом протоколе.